# تعيين
التعيين (بالإنجليزية: Staffing)‏ هي عملية التشغيل وتحديد المواقع والإشراف على العاملين في المنظمة.